# Drachkov (Bystřice)
Drachkov je část obce Bystřice u Benešova. V katastrálním území Drachkov leží i část Zahořany.

## Historie
První písemná zmínka o vesnici pochází z roku 1267. Z místní velké tvrze pocházel starodávný rod pánů z Drachkova, příbuzný s pány z Tožice, Kadova atd. V erbu měl tento rod zlatou osmicípou hvězdu v modrém poli, v klenotu čápa.

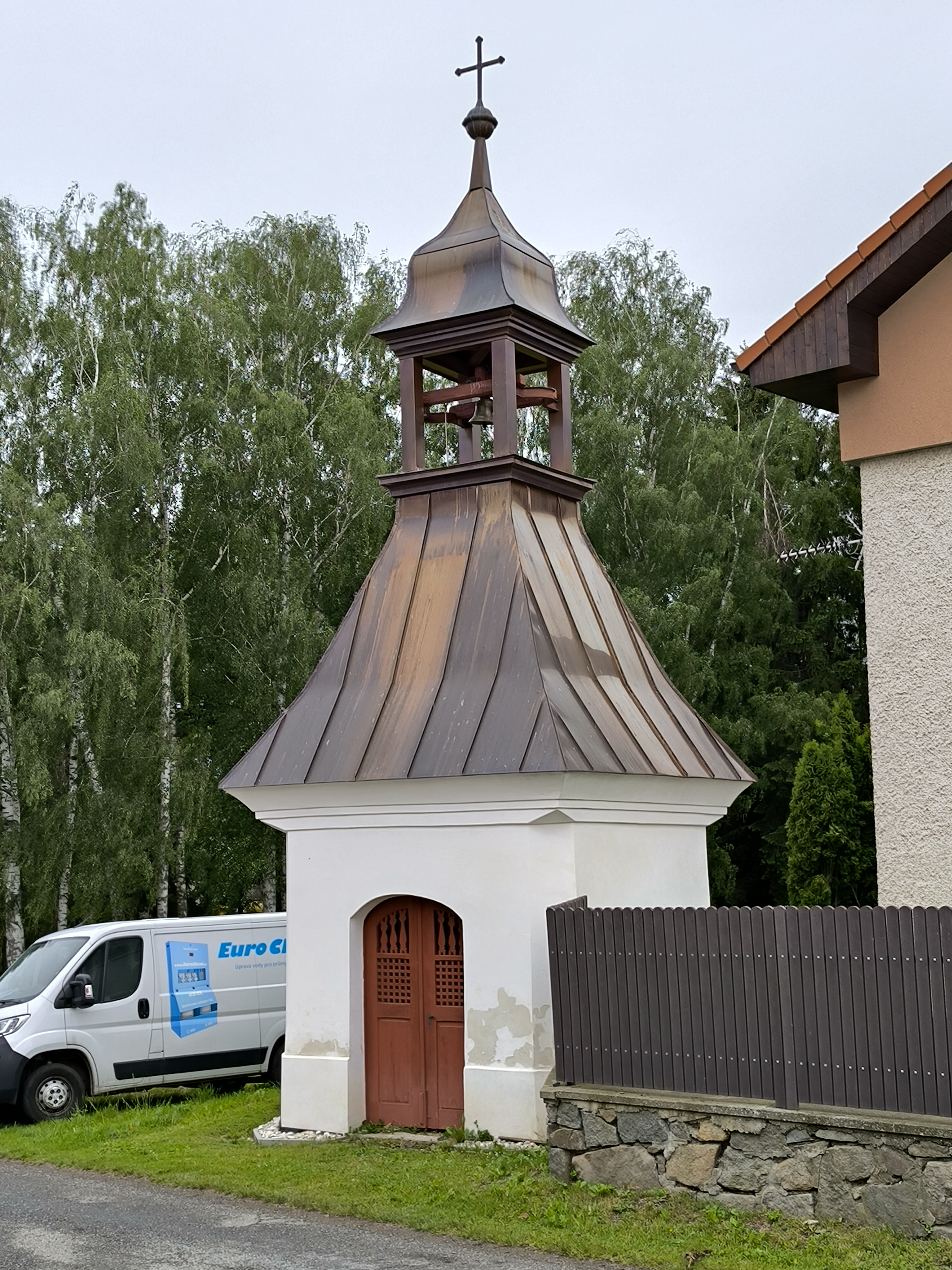
Zvonička

Neví se, zda se jednalo o jednu z větví pánů ze Šternberka. Z nejznámějších členů tohoto rodu byli: soudce Holík z Drachkova, Odolen z Drachkova – člen Panské jednoty a Bratrstva obruče a kladiva (1382), Bohuše z Drachkova – nejvyšší komorník hradu Točník a strážce části královského pokladu (1409), a Hrdibor z Drachkova, který vedl velký soudní spor se Sternbergy (1401). Páni z Drachkova se poté usadili na Korkyni a potomci Hrdibora se psali jako Korkyňové z Drachkova. Dále se vyskytují Steblencové z Drachkova.
Za druhé světové války se ves stala součástí vojenského cvičiště Zbraní SS Benešov a její obyvatelé se museli 1. dubna 1944 vystěhovat.